# Distrito de Imaza
El distrito de Imaza es uno de los seis distritos de la provincia de Bagua, ubicada en el Departamento de Amazonas, en el norte del Perú. Limita por el norte con el distrito de El Cenepa y por el este con el Distrito de Nieva; por el sur con la provincia de Utcubamba y el distrito de Aramango y; por el oeste con el departamento de Cajamarca y en corto trecho con el Ecuador, por tal razón, viene denominado Distrito en Zona de Integración Fronterizo (ZIP).
Desde el punto de vista jerárquico de la Iglesia católica forma parte del diócesis de Chachapoyas.

## Historia
El distrito fue creado el mediante Ley N.º 23838 del 25 de mayo de 1984, durante el segundo gobierno del Presidente Fernando Belaúnde Terry.
El padre Fermín Rodríguez Campoamos, un jesuita, párroco de Chiriaco, conocido en Salamanca “el Padre Campoamor”, desarrolla su tarea en esta región donde llevan un tiempo con serios problemas entre indígenas y gobierno a causa de la explotación de recursos minerales.

## Geografía
Abarca una extensión de 4 534,7 km² y una población de más de 21 000 hab.
Su capital es la villa de Chiriaco a 347 m s. n. m. con 1232 habitantes.

## Centros poblados
Existen 7 anexos entre los más importantes: Achu, Chinim, Nayap, Pitug, Río Escondido, Umukai y Wachis.
Existen 68 caseríos entre los más importantes: Chipe a 251 m s. n. m. con 749 habitantes; Imacita a 273 m s. n. m. con 817 habitantes; Kunchin a 420 m s. n. m. con 583 habitantes y Yupicusa a 296 m s. n. m. con 549 habitantes.

## Turismo
- Catarata "Las mellizas" de Durand: Son dos hermosas caídas de agua que se encuentran ubicadas en el caserío Duran. Desde el poblado caminamos 15 minutos al encuentro de estas catarata, desplazándonos por una exuberante vegetación.
- Catarata de Nazareth: Una hermosa caída de 18 m, de aguas claras a 20 °C, ubicada a 315 m s. n. m., cerca a la comunidad nativa del mismo nombre, a 101 km (2 horas) de la ciudad de Bagua.[4]
- Comunidad Nativa Wawas: Wawas se ubica a 89 km de la ciudad de Bagua, a 387 m s. n. m.; también es una comunidad nativa muy pintoresca por sus alrededores es bañado por una simpática quebrada, que ellos mismos llaman quebrada de Wawas; Wawas es una hermosa comunidad donde su población convive en armonía perfecta con la naturaleza, aquí podremos disfrutar de la hospitalidad de sus pobladores siempre atentos a atendernos y enseñarnos sus más importantes costumbres y tradiciones; resalta en su entorno la diversidad de flora y fauna, que permite al visitante llevarse una hermosa experiencia, en la práctica del turismo vivencial.
- Puerto Imacita: Puerto Imacita es uno de los últimos centros poblados en la jurisdicción de la provincia de Bagua, se ubica a 116 km de la ciudad de Bagua, es un importante puerto comercial, entre el margen derecho del río marañón y el sector Tuyagkuwas, en la margen izquierda. Desde este sitio se considera navegable al río Marañón, y desde aquí se puede viajar en deslizaderos, peque peques, o lanchas hacia Santa María de Nieva en Condorcanqui, o el río Cenepa, viviendo una gran aventura disfrutando de la flora y fauna.
- Río Chiriaco: Uno de los más hermosos de esta parte de Amazonas, se ubica a 15 minutos del pueblo de Chiriaco, a 282 m s. n. m. Nace en las zonas andinas de alto Imaza de la provincia de Chachapoyas, desde aquí viaja por la provincia de Bongara y luego ingresa a Bagua para finalmente desembocar en el río Marañón.

## Autoridades

### Municipales
2023 - 2026
- Alcalde: Eduardo Cungumas Kujancham, de (Podemos Perú).

- Regidores:

1. Tsetseg Elsa Nuncanquit Quiroz.
2. Arquímides Neptali López Domínguez.
3. Kelly Wampush Tsamajain.
4. Galdino Mashian Nampag.
5. Amilia Bely Ashaas Aushuk.
6. Leonora Anaya Weepiu.
7. Magdalena García Guevara.

2020-2022
- Alcalde: Prof. Celio Castañeda Montenegro (Movimiento Político Regional Energía Comunal Amazónica)**.

- Regidores:

1. Piitug Guzmán Shimpukat Bakuants*.
2. Abercio Akintui Shimpucat.
3. Atsawait Lorgia Mayak Shakai.
4. Eliberto Antuash Jempe.
5. Alejandra Tsajuput Apikai**.
6. Noemi Izquierdo Coronel***.

(*)Vacancia en el cargo (según, Resolución N.º 0455-2022-JNE)

(**)Asunción en el cargo (según, Resolución N.º 0290-2020-JNE).

(***)Asunción en el cargo (según, Resolución N.º 0455-2022-JNE)
2019-2020
- Alcalde: Bach. Alejandro Mikayu Yagkuag (Movimiento Político Regional Energía Comunal Amazónica)*.

- Regidores:

1. Celio Castañeda Montenegro.
2. Piitug Guzmán Shimpukat Bakuants.
3. Abercio Akintui Shimpucat.
4. Atsawait Lorgia Mayak Shakai.
5. Eliberto Antuash Jempe.

(*)Vacancia municipal (según, Resolución N.º 0290-2020-JNE).
2015-2018
- Alcalde: Otoniel Danducho Akintui (Movimiento Independiente Surge Amazonas).

- Regidores:

1. Waldemar Kinin Umpunchig (Movimiento Independiente Surge Amazonas).
2. Martin Taki Dekentai (Movimiento Independiente Surge Amazonas).
3. Gerardo Tsamash Yagkug (Movimiento Independiente Surge Amazonas).
4. Cinttia Juleissy Guevara Reyes (Movimiento Independiente Surge Amazonas).
5. Edwin Cuñachi Nampag (Sentimiento Amazonense Regional).

### Religiosas
- Obispo de Chachapoyas
  - Mons. Emiliano A. Cisneros Martínez, OAR

## Festividades
- Mayo: Aniversario de creación política.
- Julio: Fiesta Patronal "Virgen del Carmen".